# Anderson Andrade Antunes
Anderson Andrade Antunes (n. 15 de noviembre de 1981, Ibitinga, São Paulo) es un futbolista brasileño. Juega de delantero y actualmente milita en la Asosiacion Barrio México.

## Clubes
| Club                            | País          | Año         |
| ------------------------------- | ------------- | ----------- |
| Campinense Clube                | Brasil        | 2002 - 2003 |
| Atlético Monte Azul             | Brasil        | 2003 - 2004 |
| Ferroviário Atlético Clube (CE) | Brasil        | 2004 - 2005 |
| Fortaleza Esporte Clube         | Brasil        | 2005        |
| Grêmio Barueri Futebol          | Brasil        | 2005 - 2006 |
| Mito HollyHock                  | Japón         | 2006 - 2007 |
| Sagan Tosu                      | Japón         | 2007        |
| Shimizu S-Pulse                 | Japón         | 2007 - 2008 |
| Yokohama FC                     | Japón         | 2008 - 2009 |
| Rio Branco de Andradas (MG)     | Brasil        | 2009        |
| Brujas FC                       | Costa Rica    | 2009 - 2010 |
| Daegu Football Club             | Corea del Sur | 2010        |
| Brujas Fútbol Club              | Costa Rica    | 2010        |
| Valletta                        | Malta         | 2010 - 2011 |
| Herediano                       | Costa Rica    | 2011 - 2012 |
| Alajuelense                     | Costa Rica    | 2012 - 2013 |
| Heredia Jaguares                | Guatemala     | 2014        |
| Roasso Kumamoto                 | Japón         | 2014        |
| Municipal Liberia               | Costa Rica    | 2017 -      |
| La Nueva Concepción             | Guatemala     | 2018        |
| Aserrí                          | Costa Rica    | 2020-       |